# Crêt de la Neige

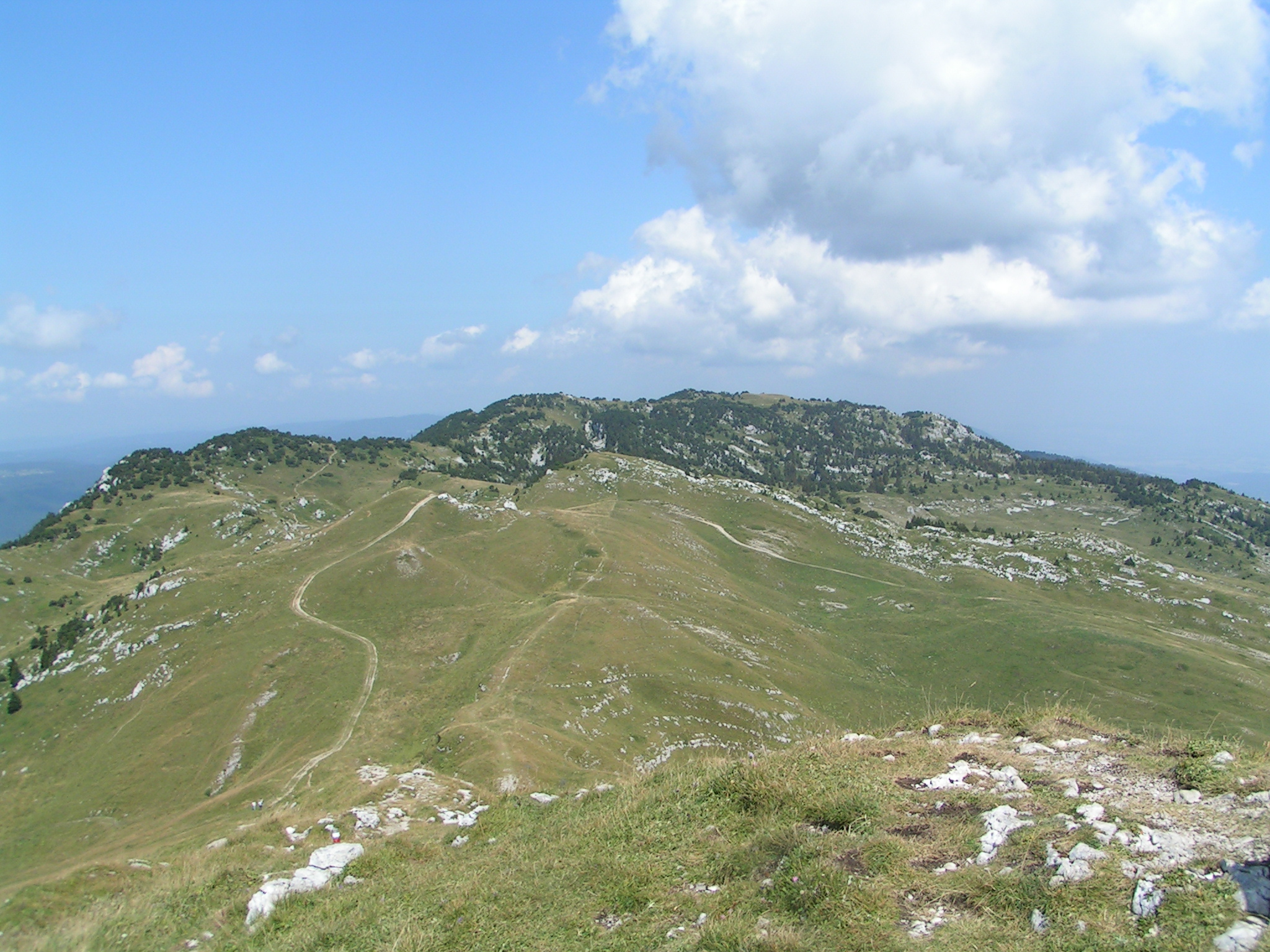
Crêt de la Neige oglądany ze szczytu Le Reculet; po lewej wierzchołek z reperem (1718 m), po prawej wierzchołek właściwy (1720 m)

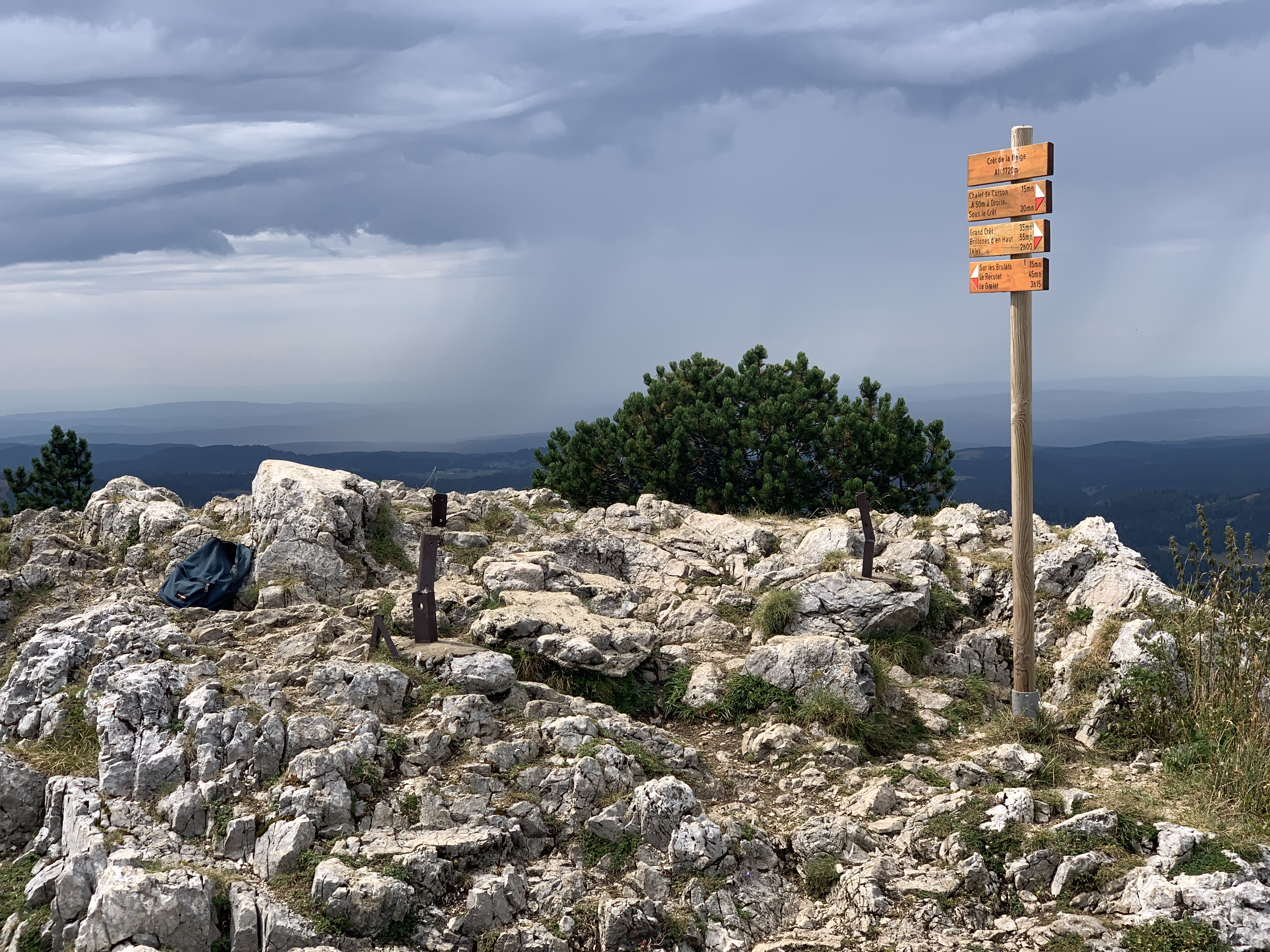
Crêt de la Neige - wierzchołek

Crêt de la Neige (czytaj: kre d'la neż; 1720 m n.p.m.)  – najwyższy szczyt Jury, znajdujący się we Francji w departamencie Ain, w regionie Owernia-Rodan-Alpy (starsze źródła podają wysokość 1718 m n.p.m.).

## Nazwa
W języku francuskim crêt oznacza 'skalisty grzbiet', 'grań', a la neige to po francusku 'śnieg'. Nazwa nawiązuje do tego, że to na tym szczycie mieszkańcy Genewy najwcześniej, często nawet w październiku, oglądają śnieg.

## Wysokość
Podawana w przeszłości wysokość Crêt de la Neige 1717,6 m n.p.m. (w zaokrągleniu: 1718 m) odnosiła się do jedynego reperu geodezyjnego, usytuowanego w tym masywie. Przeprowadzone na początku XXI stulecia pomiary wykazały jednak, że ok. 200 m na północny wschód od reperu znajduje się punkt, którego wysokość wymierzono na 1720 m n.p.m. Rozwiało to wszelkie wątpliwości co do właściwej wysokości szczytu oraz tego, który ze szczytów Jury jest najwyższy: Crêt de la Neige czy sąsiedni Le Reculet (1718 m n.p.m.),  uznawany w pewnych okresach za najwyższy szczyt tych gór.

## Położenie
Wznosi się w najwyższym pasmie Jury, dominującym od zachodu nad francuskim Pays de Gex i szwajcarską już Genewą, a od wschodu nad położoną 800 metrów niżej francuską doliną Valserine. Leży ok. 2 km na północny wschód od szczytu Le Reculet. Położony jest w granicach rezerwatu przyrody Haute Chaîne du Jura.
Przez oba wierzchołki (1718 m i 1720 m) biegnie granica między terenami gmin Thoiry (po stronie wschodniej grzbietu) i Lélex (po stronie zachodniej).

## Charakterystyka
Wierzchowina szczytowa jest rozległa, skalista i mocno rozczłonkowana. Wapienne podłoże jest popękane, pocięte licznymi szczelinami i wąwozami oraz naznaczone lapiazem. Pod szczyt podchodzą luźne skupiska sosny hakowatej, krzaczaste formy jarząbu nieszpułkowego i wierzby iwy oraz zarośla malin.

## Turystyka
Szczyt jest oznakowany drogowskazem turystycznym. Grzbietem przez szczyt prowadzą znakowane, dalekobieżne szlaki turystyczne (fr. Grande randonnée) o nazwach Balcon du Léman i Grand Tour de la Valserine.